# Acacia semibinervia
Acacia semibinervia é uma espécie de leguminosa do gênero Acacia, pertencente à família Fabaceae.